# Пролетариат
Пролетариа́т (нем. Proletariat, от лат. proletarius — «производящий потомство»; «простонародный») — социальный класс, для которого работа по найму (продажа собственной рабочей силы) является по существу единственным источником средств к существованию; общественный класс, который добывает средства к жизни продавая свою способность к труду, а не живёт за счёт прибыли с какого-либо капитала.
Согласно представлениям марксистов, пролетариат — класс совершенно лишённый средств для применения своего труда и потому вынужденный продавать свою способность к труду — рабочую силу. Энгельс видел причину возникновения пролетариата в широком использовании машин, которые вытеснили рабочих из производства, понизили ценность рабочей силы. Рабочие, в отличие от ремесленников, не являются собственниками средств производства и не имеют прав собственности на производимую продукцию. Термин широко использовали Маркс и его сторонники, исходя из тезиса о тенденции к обнищанию широких масс при капитализме, превращении большинства населения в пролетариат. Однако фактическое формирование слоя «рабочей аристократии» привело к кризису понятия пролетариата в марксистской литературе, в результате которого в качестве родового понятия утвердили термин «рабочий класс», по отношению к которому термин «пролетариат» является частным случаем. Типичным, но не единственным примером пролетариев является промышленный пролетариат, к которому в марксистской литературе причисляли и «пролетариев умственного труда» (низшие служащие или «когнитарии» в современной литературе) — как часть «совокупного рабочего», работников материального и нематериального производства, вынужденных жить наёмным трудом, которые «только тогда и могут существовать, когда находят работу».
После Второй мировой войны термин «пролетариат» как обозначение «рабочего класса» стали употреблять значительно реже, в связи с быстрым экономическим ростом в развитых странах и появлением в них систем «социального государства», где рабочие уже не являлись беднейшим классом, полностью лишённым капитала. В современной экономической литературе социально незащищённую часть пролетариата, не имеющую полной трудовой занятости, называют «прекариатом». Численность прекариата увеличивается в XXI веке.

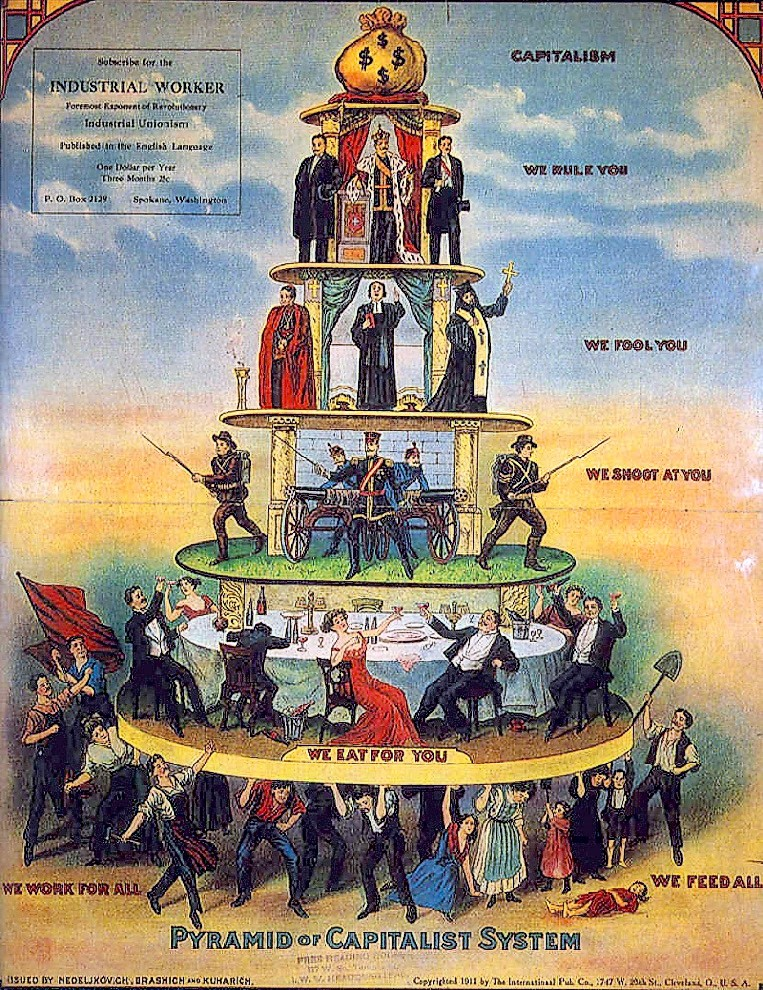
Пролетариат, представленный как базис и как самый эксплуатируемый класс в пирамиде капиталистического общества. Сатира из газеты. 1911 год

## Значение

### Первоначальное значение слова
Латинское слово proletarius имело несколько значений.
- Первое значение: proletarius — «производящий потомство» (от лат. «proles» — «pro + alo» — «для + выращивать, воспитывать»). Аналогичное использование в других сочетаниях: proles — отпрыск, потомок, детище, дитя (p. postuma); род, потомство (p. futurorum hominum); племя, раса (p. ferrea); молодёжь (p. equitum peditumque). Также proles употреблялось для обозначения мужских половых органов — яичек или мужской силы вообще.
- Второе значение: proletarius sermo — «простонародный».
- Третье значение: proletarius civis — это римские граждане, по системе Сервия Туллия (центуриатной системе) стоявшие по имущественному цензу ниже граждан V класса, то есть с имуществом менее, чем в 12500 ассов (по другим данным — менее чем в 1500 ассов). Такое их название в обществе объяснялось тем, что единственное значение пролетариев для государства выражалось в производстве потомства — будущих граждан Рима.

Как писал Тойнби, в Древнем Риме при проведении переписи населения те люди, у которых не было собственности, в графе об имуществе писали — «дети» (пролес). Отсюда и возникло их название — «пролетарии». Это была беднейшая часть народа (пауперы). Другое их обозначение было capite censi, то есть в списках граждан они фигурировали с обозначением только их частноправовой самостоятельности (caput). Первоначально пролетарии были свободны от военной службы и податей, бесплатно получали хлеб из госрезерва и зрелища, однако позднее они в случае необходимости зачислялись в войска, преимущественно во флот. Для несения ими военной службы был установлен особый ценз, сперва в 4000 ассов, с 281 г. — в 1500, а когда цензоры стали налагать подушный налог (tributum) и на пролетариев, минимум имущества для взимания подати и отправления военной службы был определён в 375 ассов. Многие пролетарии в поисках источников пропитания составляли клиентуру влиятельных лиц и занимались оказанием им мелких услуг, восхвалением и рекламированием их, а одновременно — давлением на них с целью получения средств к существованию, которые выделялись пролетариям в качестве социальной помощи неимущим и средств для решения социальных проблем.
Комплектация римского войска из пролетариев стало обычным делом со времён Мария. В случае поступления на военную службу пролетарий получал от государства оружие — щит и меч. Пролетарии были низшим классом, в значительной степени лишённым права голоса. Участие пролетариев в государственной жизни было весьма ограничено: они составляли при подаче голосов в комициях всего одну центурию из 193, учреждённых Сервием Туллием. При голосовании кавалерии и высшего класса пехоты было достаточно, чтобы решить вопрос; поскольку голосование начиналось сверху, вопросы обычно решались до того, как проголосовали низшие классы. После Второй Пунической войны в 201 году до н. э., Югуртинской войны и различных конфликтов в Македонии и Азии в республике возникла нехватка имеющих собственность гражданских солдат. Марианские реформы 107 г. до н. э. распространили военное право на городскую бедноту, и отныне пролетарии, как наемные солдаты, стали костяком армии, которая впоследствии послужила решающей силой в падении республики и установлении Римской Империи.

### Изначальное русское толкование

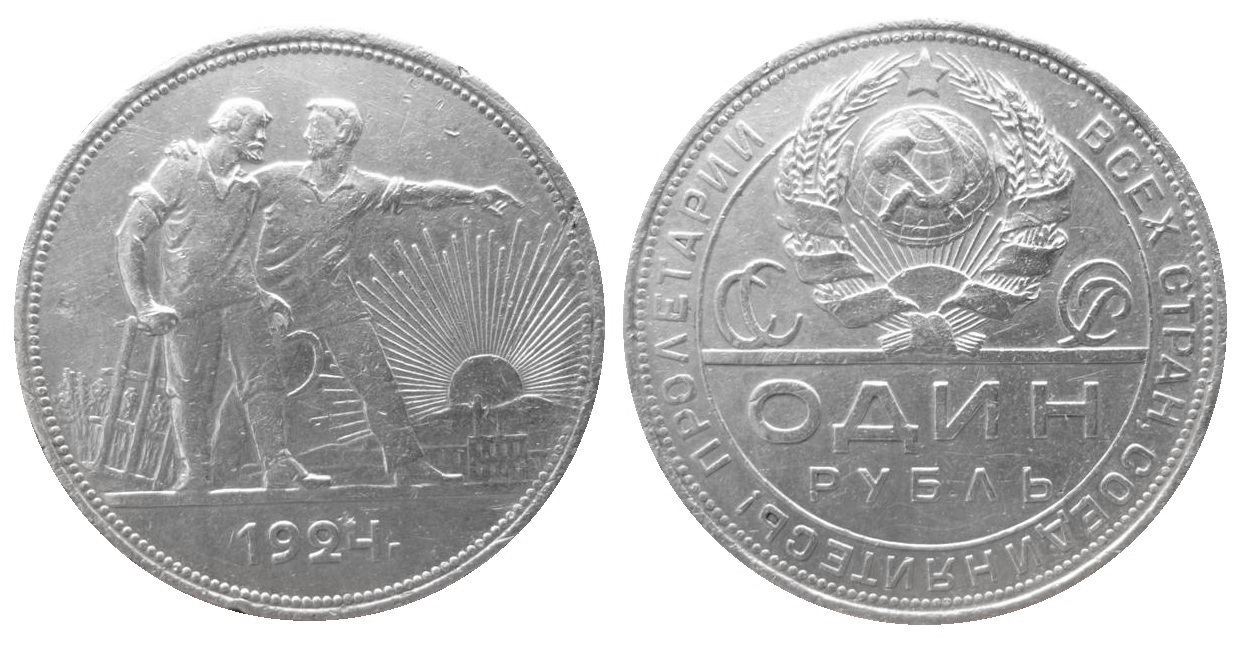
Победивший пролетарий указывает крестьянину путь на серебряном советском рубле 1924 года

Согласно «Толковому словарю» Даля, пролетарий — бобыль, бездомный или безземельный, бесприютный, захребетник.

### Значение слова в новое время
В эпоху Великой французской революции Жан Сисмонди ввёл понятие «пролетариев» как совокупность неимущих людей, отличающихся необеспеченностью существования, живущих сегодняшним днём (фр. vivre au jour le jour), не заботясь о будущем.
Окончательно в современном смысле слова понятия пролетариат и пролетарий сформировались с образованием социал-демократических партий в Западной Европе, которые под термином пролетариат уже подразумевали весь рабочий класс, живущий продажей своей рабочей силы и не имеющий в своём распоряжении средств производства. В этом последнем смысле говорят также и об умственном (интеллектуальном) пролетариате.

## Пролетариат в марксизме

Газета Пролетариат на ста польских злотых 1988 года

В классическом марксизме определение пролетариату было дано Ф. Энгельсом в его работе «Принципы коммунизма» (закончена в конце октября 1847 года): «Пролетариатом называется тот общественный класс, который добывает средства к жизни исключительно путём продажи своего труда, а не живёт за счёт прибыли с какого-нибудь капитала». В работе «К проекту коммунистического символа веры» Энгельс разъясняет, что «пролетариат возник в результате введения машин…, которые… вытеснили тогдашних рабочих», связывая появление пролетариата с машинным, промышленным производством. Буржуазная конкуренция и научно-технический прогресс приводят к тому, что ряды рабочего класса пополняют наёмные рабочие прежней эпохи, ремесленники и крестьяне, мелкие промышленники, торговцы и рантье, а сам рабочий класс пролетаризируется. Александр Тарасов следующим образом объяснил существенные отличия пролетариата от остальных социальных классов.

…наши «левые» постоянно путают понятия «пролетариат» и «рабочий класс». Между тем это не одно и то же. В Советском Союзе был рабочий класс, но этот рабочий класс (после НЭПа) не был пролетариатом. Пролетариат вообще — диалектическая пара буржуазии; если нет буржуазии — нет и пролетариата. Об этом знали даже советские пропагандисты, поэтому они никогда не называли советских рабочих «пролетариями».
— Александр Тарасов. Интервью журналу «Новая литература»

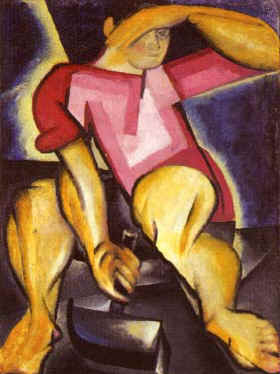
П. И. Субботин-Пермяк. Рабочий (1921)

Согласно Карлу Марксу, пролетарии по своему происхождению враждебны буржуазии, поэтому развитие буржуазного общества автоматически формирует своего могильщика. Для выхода из своего ухудшающегося положения пролетарии должны «подняться до положения ведущего класса нации» и стать гегемонами, захватив власть путём коммунистической революции и насильно отменив буржуазные права и свободы через диктатуру пролетариата и замену буржуазного государства ассоциацией пролетариев, которой будут принадлежать все блага.

пролетариат должен… конституироваться как нация, он сам пока ещё не национален, хотя совсем не в том смысле, как понимает это буржуазия.— Манифест коммунистической партии, часть II
Перспективы развития пролетариата, таким образом, состоят в том, что когда развитие буржуазного общества приведёт к созданию высокомеханизированного и автоматизированного производства, и обычные наёмные рабочие будут вытеснены из сферы производства, пролетарии как гегемоны революции возглавят социальную борьбу и установят диктатуру пролетариата для замены буржуазного общества коммунистическим.

### Пролетариат умственного труда
19 декабря 1893 года в обращении к международному конгрессу студентов-социалистов Энгельс использовал выражение «пролетариат умственного труда», подразумевая технических специалистов на производстве. Энгельс отделял их от рабочего класса «занятых физическим трудом».

Дорогие граждане!
Благодарю вас за ваше любезное приглашение на конгресс студентов-социалистов и чрезвычайно сожалею, что не могу им воспользоваться, так как занят важными и неотложными делами. Мне остается поэтому лишь пожелать вашему конгрессу всяческого успеха, которого он заслуживает. Пусть ваши усилия приведут к развитию среди студентов сознания того,
что именно из их рядов должен выйти тот пролетариат умственного труда, который призван плечом к плечу и в одних рядах со своими братьями рабочими, занятыми физическим трудом, сыграть значительную роль в надвигающейся революции.
Буржуазным революциям прошлого от университетов требовались только адвокаты, как лучшее сырье, из которого формировались их политические деятели; для освобождения рабочего класса понадобятся, кроме того, врачи, инженеры, химики, агрономы и другие специалисты, ибо дело идет о том, чтобы овладеть управлением не только политической машиной, но и всем общественным производством, а тут уж нужны будут отнюдь не звонкие фразы, а солидные знания.
Братский привет.
— «Международному конгрессу студентов-социалистов» К. Маркс и Ф. Энгельс. ПСС, изд. 2, т. 22. С. 432
Маркс считал, что кооперативный характер производства прибавочной стоимости существенно расширяет понятие производительного труда, следовательно, понятие рабочего и пролетария. Чтобы «трудиться производительно» и, соответственно, принадлежать к рабочему классу, достаточно выполнять одну из функций «совокупного рабочего», то есть совокупности рабочих, занятых производительным трудом.

Продукт превращается вообще из непосредственного продукта индивидуального производителя в общественный, в общий продукт совокупного рабочего, то есть комбинированного рабочего персонала, члены которого ближе или дальше стоят от непосредственного воздействия на предмет труда. Поэтому уже самый кооперативный характер процесса труда неизбежно расширяет понятие производительного труда и его носителя, производительного рабочего. Теперь для того, чтобы трудиться производительно, нет необходимости непосредственно прилагать свои руки; достаточно быть органом совокупного рабочего, выполнять одну из его подфункций. Данное выше первоначальное определение производительного труда, выведенное из самой природы материального производства, всегда сохраняет своё значение в применении к совокупному рабочему, рассматриваемому как одно целое. Но оно не подходит более к каждому из его членов, взятому в отдельности.
Однако, с другой стороны, понятие производительного труда суживается. Капиталистическое производство есть не только производство товара, по самому своему существу оно есть производство прибавочной стоимости. Рабочий производит не для себя, а для капитала. Поэтому уже недостаточно того, что он вообще производит. Он должен производить прибавочную стоимость. Только тот рабочий производителен, который производит для капиталиста прибавочную стоимость или служит самовозрастанию капитала. Так, школьный учитель, — если позволительно взять пример вне сферы материального производства, — является производительным рабочим, коль скоро он не только обрабатывает детские головы, но и изнуряет себя на работе для обогащения предпринимателя. Вложит ли этот последний свой капитал в фабрику для обучения или в колбасную фабрику, от этого дело нисколько не меняется. Поэтому понятие производительного рабочего включает в себя не только отношение между деятельностью и её полезным эффектом, между рабочим и продуктом его труда, но также и специфически общественное, исторически возникшее производственное отношение, делающее рабочего непосредственным орудием увеличения капитала.
— К. Маркс. Капитал. Критика политической экономии. Том первый. К. Маркс, Ф. Энгельс, Собр. соч., изд. 2, т. 23, с. 516-517.